# Marguerite Ugalde
Pour les articles homonymes, voir Ugalde.
Marie Louise Marguerite Varcollier dite Marguerite Ugalde, née le 30 juin 1861 à Paris et morte le 6 juillet 1940 à Paris, est une cantatrice mezzo-soprano française.

## Biographie

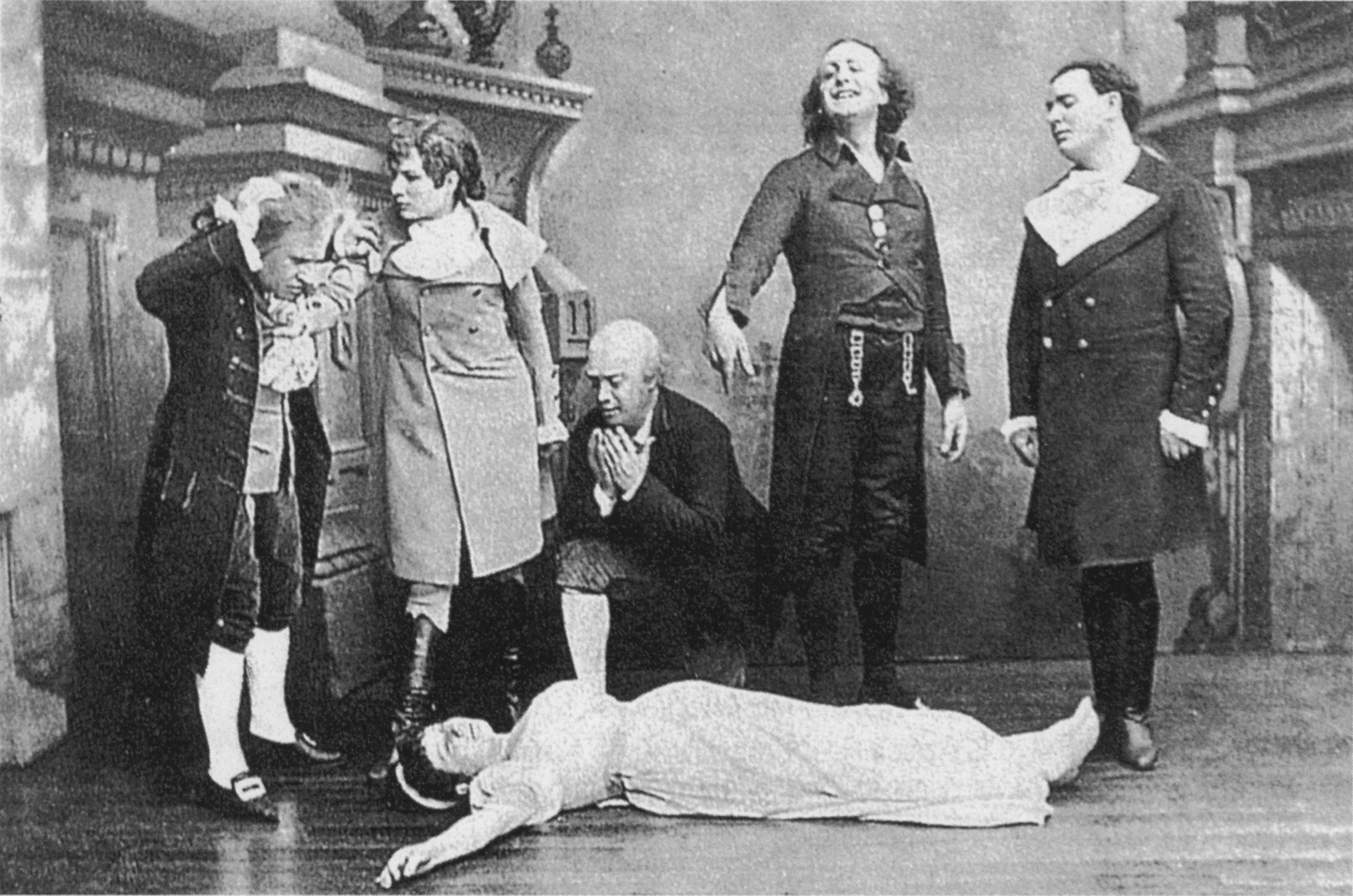
La création des Contes d'Hoffmann à l'Opéra-Comique (1881) avec, debout de gauche à droite, Hippolyte Belhomme (Crespel), Marguerite Ugalde (Nicklausse), Pierre Grivot (Franz, à genoux), Émile-Alexandre Taskin (Miracle), Jean-Alexandre Talazac (Hoffmann) ; au sol, Adèle Isaac (Antonia).

Marguerite Ugalde naît le 30 juin 1861 à Paris dans le 2e arrondissement ; elle est la fille de la cantatrice et directrice de théâtre Delphine Ugalde et de François Varcollier avec qui sa mère dirige le Théâtre des Bouffes-Parisiens,.
Après des études à Paris avec sa mère, elle obtient son premier engagement professionnel en 1879 à Étretat. Elle fait ses débuts à l'Opéra-Comique le 19 avril 1880, dans le rôle de Marie dans La Fille du régiment. Elle crée les rôles de Mnazile dans Le Bois le 11 octobre 1880 et de Nicklausse dans la première représentation des Contes d'Hoffmann d'Offenbach en 1881. Le 18 novembre 1881, avant l'inauguration d'un buste d'Offenbach, Marguerite Ugalde et Adèle Isaac chantent la barcarolle, et sont bissés.
Après cette courte période à l'Opéra-Comique, Ugalde passe à l'opérette, à Paris et ailleurs. Au Théâtre des Nouveautés, elle crée Manola dans Le Jour et la Nuit de Charles Lecocq le 5 novembre 1881, Wladimir dans Fatinitza (6 avril 1882), Falka dans Le droit d'ainesse de Francis Chassaigne le 27 janvier 1883, Sténio Strozzi dans L'Oiseau bleu le 16 janvier 1884, Denisette dans Le Petit Chaperon rouge en 1885 et Rosette dans Serment d'amour en 1886.
Elle crée et chante le premier d'Artagnan dans Les petits mousquetaires le 5 mars 1885 au Théâtre des Folies-Dramatiques ; Après une grave maladie, elle triomphe dans le rôle de René dans Donna Juanita de Franz von Suppé. Au Théâtre des Bouffes-Parisiens à partir de 1887, où sa mère avait pris la direction, elle donne les premières représentations dans plusieurs autres opérettes.
Ugalde fait une tournée en Belgique en 1888 et 1889 avant de revenir aux Nouveautés dans le rôle de Jovaline dans Le Royaume des Femmes le 28 février 1889 Au Théâtre du Gymnase, elle crée Colinette dans la pièce de théâtre comique L'Art de tromper les femmes le 7 octobre 1890, puis Koudjé dans Mon oncle Barbassou de Fabrice Carré le 6 novembre 1891.
Dans le vaudeville-opérette Les vingt-huit jours de Clairette, elle chante le rôle-titre aux Folies-Dramatiques, le 3 mai 1892 et apparaît également dans une reprise de Donna Juanita. D'autres succès suivent : Fragoletto dans Les Brigands en 1893 au Théâtre des Variétés et Joseph dans Gamin de Paris au Théâtre des Nations.
Elle a joué aussi Nicole dans Le Bourgeois gentilhomme en 1904 et Toinette dans Le Malade imaginaire en 1905 de Molière à la Gaîté. En 1908, elle a joué Mme Brémont dans Le Jouet au Théâtre Femina.
Sa fille Jeanne Ugalde est une actrice de théâtre.
Elle meurt le 6 juillet 1940 à Paris dans le 13e arrondissement et repose, auprès de sa mère, au cimetière de Montmartre.